# Lindbom på Sävlunda
Lindbom på Sävlunda är en roman skriven av Gösta Gustaf-Janson och utgiven 1928.

## Handling
En roman som utspelar sig lantlig miljö. Den handlar om en bondpojke som får ärva en mindre förmögenhet efter sin tyranniske far. 

## Källa
- Gustaf-Janson, Gösta (1928). Lindbom på Sävlunda. Stockholm: Åhlén & Åkerlund. Libris 1330777